# Slaughterhouse
Slaughterhouse (в переводе с англ. — «Скотобойня») — американская хип-хоп-группа, в состав которой входили рэперы Royce da 5'9", KXNG Crooked, Joe Budden и Joell Ortiz. Группа была образована в 2008 году и через год выпустила свой дебютный альбом Slaughterhouse на лейбле E1 Music. В 2011 году группа перешла на лейбл Shady Records и в 2012 году выпустила на нём свой второй альбом Welcome to: Our House.

## История группы

### 2008: Образование
Группа была образована в конце 2008 года после того, как Crooked I, Royce Da 5’9", Joell Ortiz, Joe Budden и Nino Bless совместно записали песню «Slaughterhouse» для альбома Joe Budden Halfway House. После этого они решили создать группу и назвать ей в честь первой совместной песни, но уже вчетвером, без Nino Bless.

### 2009—2010: Дебютный альбом
11 августа 2009 года на лейбле звукозаписи E1 Music был выпущен дебютный альбом группы — Slaughterhouse. Он был записан в шестидневный период в начале июня. Продюсированием альбома занимались Focus, The Alchemist, DJ Khalil, StreetRunner и Mr. Porter. Альбом был продан тиражом 18 000 экземпляров в первую неделю. По состоянию на 5 сентября 2009 года продажи альбома составляют 31 000 экземпляров.
Первоначально выпуск второго альбома планировался на 2010 год. Crooked I сообщил, что альбом будет называться No Muzzle. В конце 2009 года Royce da 5’9" подтвердил, что ведутся переговоры о возможном подписании группы на лейбл Shady Records и что выпуск второго альбома планируется именно на нём.

### 2011—2013: Shady Records иWelcome to: Our House
12 января 2011 года было подтверждено, что группа и рэпер Yelawolf официально подписаны на Shady Records. Slaughterhouse, Yelawolf и Eminem появились вместе на обложке журнала XXL в марте 2011 года.
28 августа 2012 года вышел второй студийный альбом группы и первый выпущенный на лейбле Shady Records — Welcome to: Our House. По состоянию на 23 сентября 2012 года продажи альбома составляют 76 000 экземпляров.
14 ноября 2012 года в интервью телеканалу 21-Cent было сообщено о дате выхода (март 2013) и названии следующего альбома — Detroit Band.

### 2018
Royce da 5’9" подтвердил, что группа официально распалась.

## Студийные альбомы
- Slaughterhouse (2009)
- Slaughterhouse EP (2011)
- Welcome to: Our House (2012)
- Glass House (2016)